# Java Management Extensions
Java Management Extensions (JMX) – technologia Javy, która zawiera narzędzia potrzebne do zarządzania oraz monitorowania aplikacji, urządzeń, usług zorientowanych sieciowo. Dane zasoby reprezentowane są przez obiekty nazywane MBean'ami (Managed Bean).